# Theretra gala
Theretra gala là một loài bướm đêm thuộc họ Sphingidae. Nó được tìm thấy ở Indonesia.
Phía trên cánh trước rất giống với Theretra indistincta manuselensis nhưng màu nền thì đậm hơn và thẩm hơn. Con cái có cánh lớn và rộng hơn của con đực.